# Helena Uszyńska-Prawecka

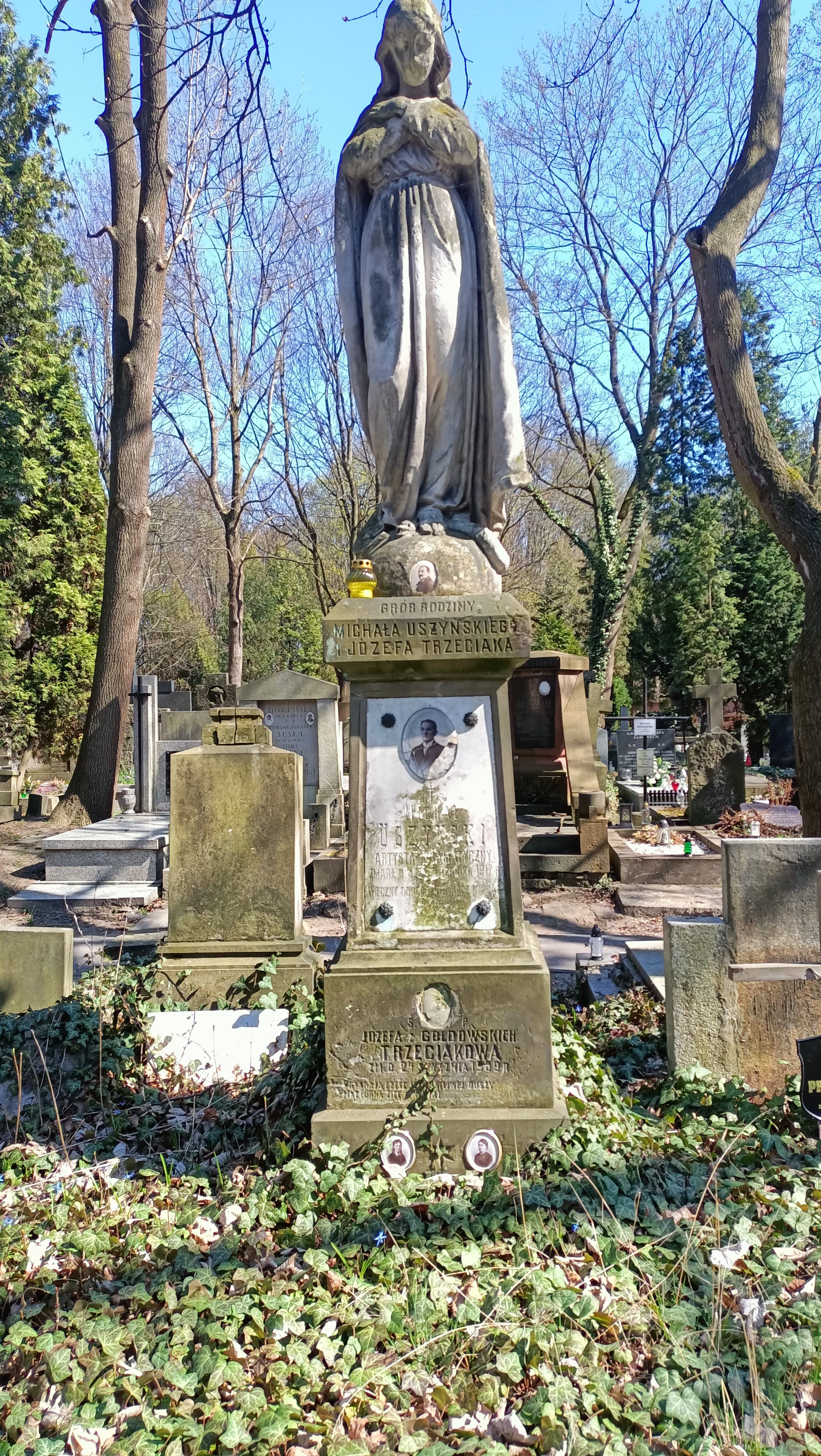
Grób Heleny Uszyńskiej-Praweckiej na cmentarzu Powązkowskim w Warszawi

Helena Uszyńska-Prawecka (ur. 3 października 1900 w Warszawie, zm. 21 czerwca 1955 tamże) – polska aktorka teatralna.

## Życiorys

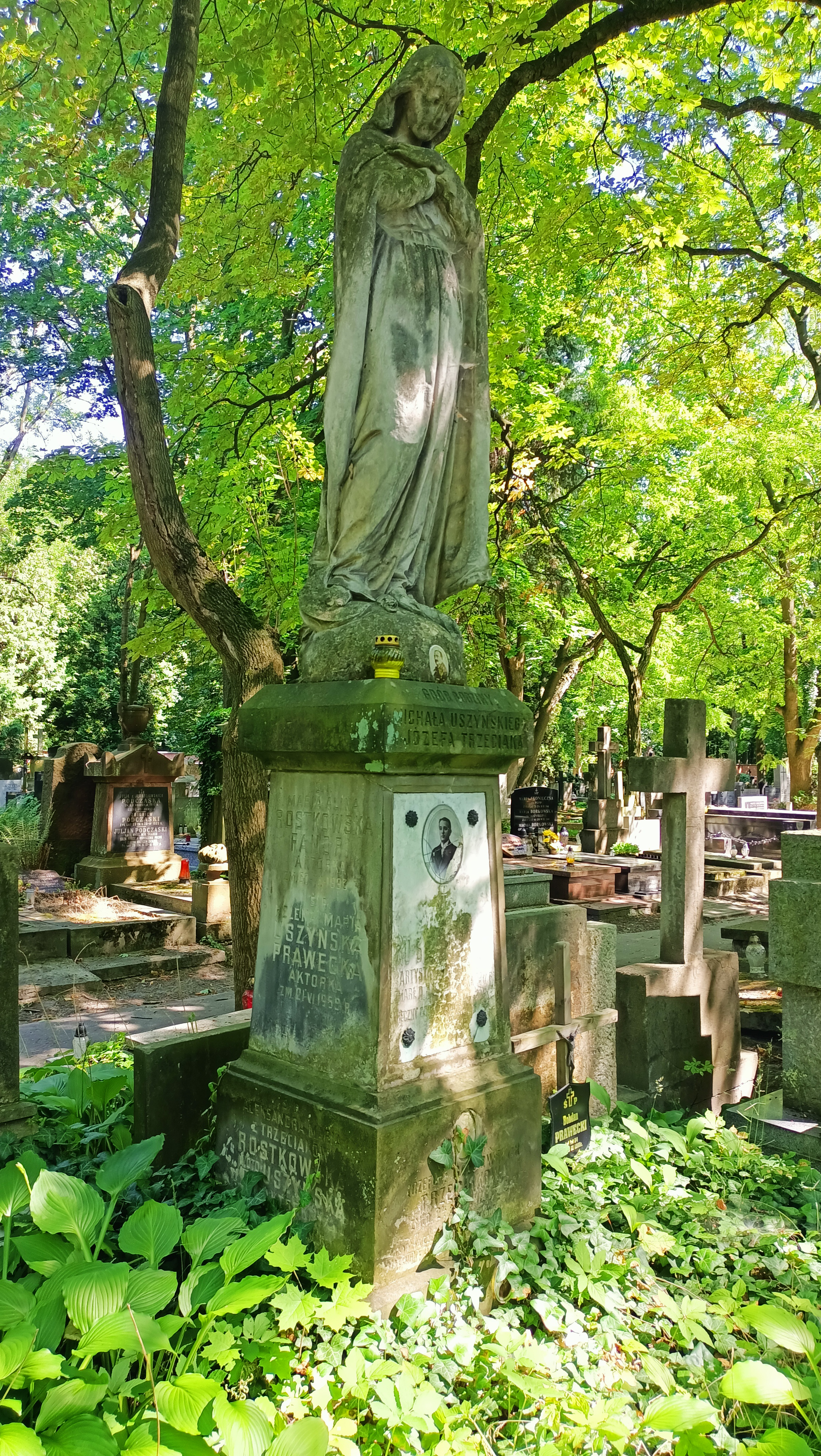
Grób Heleny Uszyńskiej-Praweckiej na Cmentarzu Powązkowskim

Córka aktora teatralnego Michała Uszyńskiego (zm. 1917) i aktorki teatralnej i filmowej Aleksandry Marii z Trzeciaków Rostkowskiej (zm. 1954). Była siostrą aktorki Aliny Rostkowskiej (1914–1993). W 1921 ukończyła Szkołę Dramatyczną i w tym samym roku została członkiem zespołu teatru „Reduta” Juliusza Osterwy, stając się jedną z czołowych aktorek tego zespołu. Do 1939 występowała także m.in. w Teatrze Rozmaitości w Warszawie, Teatrze Miejskim w Lublinie i Teatrze im. Wojciecha Bogusławskiego w Warszawie.
W czasie okupacji hitlerowskiej pracowała jako urzędniczka w Wydziale Ewidencji Zarządu m.st. Warszawy. Współpracowała z ruchem oporu biorąc udział m.in. w ratowaniu Żydów poprzez preparowanie dokumentów tożsamości w oparciu o metryki osób zmarłych.
Bezpośrednio po wojnie pracowała w Ministerstwie Kultury i Sztuki (do 1946). Następnie powróciła na scenę. Występowała w Teatrze Rozmaitości i Teatrze Nowej Warszawy.
Zmarła w Warszawie, pochowana na cmentarzu Powązkowskim (kwatera 219-2-17,18,19).

## Ordery i odznaczenia
- Złoty Krzyż Zasługi (11 lipca 1955)[2]
- Medal 10-lecia Polski Ludowej (19 stycznia 1955)[3]